# Torre di Bobbiano
Der Torre di Bobbiano ist der Turm einer mittelalterlichen Höhenburg in Bobbiano, einem Ortsteil der Gemeinde Travo in der italienischen Region Emilia-Romagna. Er liegt auf einem Felsvorsprung in der Mitte des Chiosi-Beckens und überragt das umliegende Land.

## Geschichte
Die Festungsanlage, deren Erbauungsdatum man nicht kennt, wurde zum ersten Mal in einem Dokument aus dem Jahre 1037 urkundlich erwähnt, das bestätigt, dass Teodosio von Isembrando, ein Kanoniker des Klosters San Faustino di Tuna, für einen Gesamtbetrag von 3000 Lire mehrere Bauernhöfe und befestigte Gebäude in der Gegend von Piacenza kaufte, darunter auch die Burg von Bobbiano mit dem Turm und der benachbarten Kirche San Michele.
Am 29. September 1164 erhielt der Markgraf Obizzo Malaspina von Kaiser Friedrich Barbarossa die Konzession für Bobbiano. 1255 wurde die Burg teilweise bis auf die Grundmauern niedergerissen, wofür die Truppen in Diensten von Oberto II. Pallavicino verantwortlich waren. Später kam das Gebäude in den Besitz der Familie Anguissola. 1311 nahm Rolando II. Scotti Bobbiano in Besitz, aber wenig später gelang es der Familie Anguissola, dank des Betreibens des Podestaten von Piacenza, Riccardino Longosco, die Gegend wieder zu übernehmen.
In den ersten Jahren des 16. Jahrhunderts diente der Turm einer Bande unter der Führung des Räubers Bertoletto als Unterschlupf.

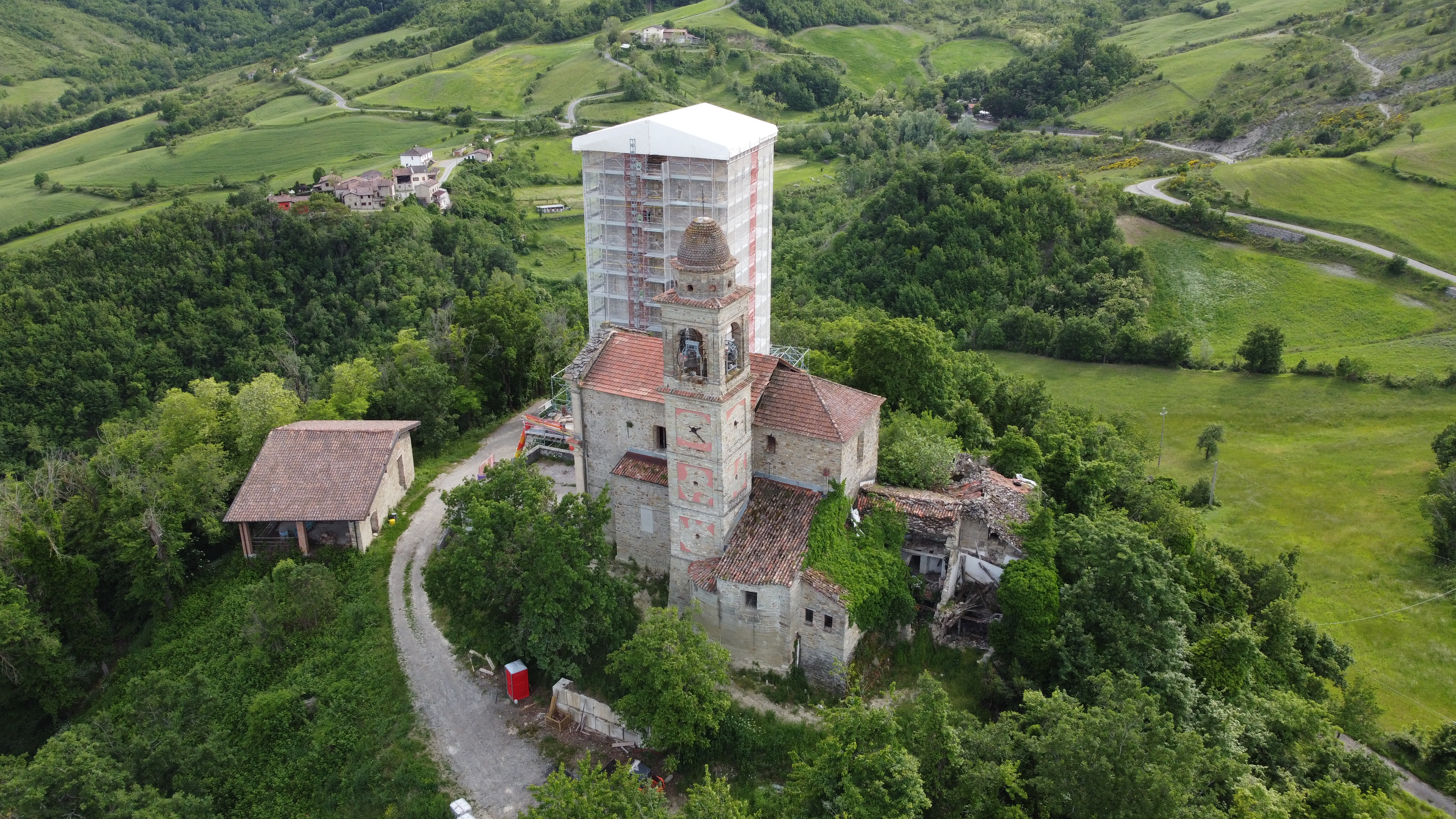
Der Torre di Bobbiano bei der Renovierung und die benachbarte Kirche ‚‚San Michele‘‘

1546 vergab der Herzog von Parma und Piacenza Ettore Maria Anguissola die Hälfte der Burg von Bobbiano zusammen mit den benachbarten Festungen von Vei und Travo und den dort liegenden Gebieten und Wohnstätten im Tausch gegen seinen Treueschwur.
Bis zur Mitte der 2010er-Jahre verblieb das Gebäude, das in private Hände gelangte, in schlechtem Zustand und teilweise verlassen. 2017 wurde mit Restaurierungsarbeiten zur Sicherung des Gebäudes begonnen, die 2021 abgeschlossen wurden.

## Beschreibung
Von der zerstörten Burg blieben nur der Turm und die benachbarte Kirche San Michele erhalten. Der steinerne Turm hat einen quadratischen Grundriss und eine stark angeschrägte Basis. Sein ummauerter Eingang ist über der Barbakanfalte angeordnet und mit gewölbten Pfosten mit Rundbögen ausgestattet.